# جون ساذرلاند
جون ساذرلاند (بالإنجليزية: John Sutherland)‏ هو رسام رسوم متحركة ومنتج أفلام أمريكي، ولد في 11 سبتمبر 1910 في ويليستون في الولايات المتحدة، وتوفي في 17 فبراير 2001 في فان نويس في الولايات المتحدة.

## وصلات خارجية
- جون ساذرلاند على موقع IMDb (الإنجليزية)
- جون ساذرلاند على موقع ألو سيني (الفرنسية)
- جون ساذرلاند على موقع أول موفي (الإنجليزية)
- جون ساذرلاند على موقع أول موفي (الإنجليزية)
- جون ساذرلاند على موقع قاعدة بيانات الأفلام السويدية (السويدية)
- جون ساذرلاند على موقع قاعدة بيانات الفيلم (الإنجليزية)
- جون ساذرلاند على موقع كينوبويسك (الروسية)